# 小林遥太
小林 遥太（こばやし りょうた、1991年9月12日 - ）は、新潟県出身のバスケットボール選手である。身長178cm、体重77kgで、ポジションはポイントガード。Bリーグのバンビシャス奈良に所属している。

## 来歴
洛南高校では、2年生時にインターハイベスト4、ウィンターカップ優勝。3年生時にインターハイベスト8、ウィンターカップベスト16。
青山学院大学では、1年生時と2年生時に関東選手権優勝、関東リーグ優勝、インカレ優勝。3年生時に関東選手権優勝、関東リーグ優勝、インカレ準優勝。4年生時に関東選手権優勝、関東リーグ準優勝、インカレ3位。
2014年6月、bjリーグの滋賀レイクスターズに、自由獲得枠で入団。初年度となる2014-15シーズンは51試合に出場し、1試合平均2.3得点を挙げた。
以降、滋賀でのプレイを続けたが、2017-18シーズン、ヘッドコーチにショーン・デニスが就任すると、エースガードである並里成の活躍もあって出場時間が1試合平均8.4分にまで低下する。出場機会を求めた小林は滋賀との契約を更新せず、かつて滋賀のヘッドコーチだった遠山向人がコーチを務める名古屋ダイヤモンドドルフィンズへ移籍した。
2022年6月、B1に昇格した仙台89ERSに移籍。
2024年6月24日、バンビシャス奈良に移籍した。

## 個人成績
| シーズン | チーム  | GP | GS | MPG  | FG%  | 3P%  | FT%  | RPG | APG | SPG | BPG | TO  | PPG |
| -------- | ------- | -- | -- | ---- | ---- | ---- | ---- | --- | --- | --- | --- | --- | --- |
| 2014-15  | 滋賀    | 51 | 37 | 17.1 | 36.9 | 50.0 | 51.7 | 1.5 | 1.9 | 0.7 | 0.0 | 1.0 | 2.3 |
| 2015-16  | 滋賀    | 52 | 43 | 23.3 | 41.3 | 13.9 | 71.7 | 3.3 | 3.1 | 1.3 | 0.1 | 1.2 | 4.8 |
| 2016-17  | 滋賀    | 59 | 28 | 14.2 | 30.8 | 26.9 | 78.6 | 1.4 | 1.4 | 0.4 | 0.0 | 0.6 | 2.1 |
| 2017-18  | 滋賀    | 51 | 1  | 8.4  | 31.9 | 17.4 | 78.6 | 0.8 | 1.2 | 0.2 | 0.0 | 0.4 | 2.0 |
| 2018-19  | 名古屋D |    |    |      |      |      |      |     |     |     |     |     |     |